# František Dastich
František Dastich (28. září 1895, Hejčín – 16. února 1964, Astoria) byl československý legionář.

## Život
Dastich vystudoval reálné gymnázium v Olomouci. Po roce 1915 nastoupil do rakousko-uherské armády, v níž za první světové války sloužil nejprve na srbské, a poté na východní frontě. V červenci 1916 byl zajat Rusy a následně se přihlásil k nově formovaným československým legiím. Od roku 1917 působil v rámci střeleckého legionářského pluku. Ještě v týž rok odcestoval přes Archangelsk do Francie, kde studoval na École militaire. Po skončení první světové války se vrátil zpět do vlasti, do nově vyhlášeného Československa. Byl vyslán bojovat do bojů o Těšínsko a později na Slovensko do války s Maďarskem. Získal hodnost kapitána. Poté po nějakou dobu studoval opět ve Francii. Od roku 1931 měl hodnost podplukovníka a žil v Praze. Následně působil i ve vojenské rozvědce, kde byl předchůdcem Františka Moravce.[zdroj?]
V roce 1934 jej nechal Edvard Beneš v rámci zlepšení vzájemných vztahů se Sovětským svazem vyslat do Moskvy, kde se potkal s lidovým komisařem Klimentem Vorošilovem. Na československé ambasádě působil jako tzv. vojenský přidělenec. Roku 1938 se vrátil zpět do Prahy a po jistou dobu pracoval na ministerstvu obrany.[zdroj?]
V roce 1944 se zapojil do protifašistického odboje, v květnu 1945 se zapojil do povstání proti okupantům v Humpolci. Od roku 1946 měl hodnost brigádního generála a působil na řadě vojenských misí Československé armády v okolních zemích. Jeho vojenskou kariéru ukončil nástup KSČ k moci. Sám Dastich emigroval nejprve do Francie a poté do USA.